# У Яньтун
У Яньтун, Во Нгон Тхонг (кит. трад. 無言通, упр. 无言通, пиньинь Wú Yántōng; вьет. Vô Ngôn Thông) (759?, Гуанчжоу, Китай — 826, Вьетнам) — основатель одноимённой вьетнамской буддийской традиции внутри школы тхиен. В конце XIII века традиция У Яньтун была реформирована Чан Нян Тонгом в школу Чук Лам, и в этой форме сохранилась до наших дней.

## Биография
Ученик Хуайхая, в 820 году У Яньтун поселился во Вьетнаме в деревне Фудонг провинции Бакнинь. Здесь он провёл годы, занимаясь медитацией лицом к стене. Крайне скромный, он довольствовался помощью знавшего о его высоком положении местного настоятеля Кам Тханя. Тот выслушал учение У Яньтуна и унаследовал от него печать передачи учения.

## Достоверность
Достоверность существования У Яньтуна или прихода его во Вьетнам оспаривает вьетнамский буддолог Куонг Ту Нгуен, говоря, что введение его в анналы вьетнамского буддизма было призвано вывести прямую линию от Бодхидхармы и чаньского патриарха Хуэйнэна к линии, представленной Кам Тханем. Для этого, по мнению исследователя, использовались неясности в биографии одного из известных 13 учеников Хуайхая, Бу Ютуна.